# Segador (DC Comics)
Segador (también conocido en algunas publicaciones en español como La Parca) es el nombre de tres personajes del universo de DC Comics.

## Historia de publicación
Creado por el escritor Mike W. Barr, y diseñado por el artista Alan Davis, la versión de Judson Caspian del Segador apareció por primera vez en Detective Comics #575 (junio de 1987), la primera parte de la historia de cuatro partes Batman: año dos. Después de los cambios en la continuidad de DC Hora Cero se establecieron, Año Dos, la muerte de Joe Chill y el Segador han sido eliminados. Chill estuvo de vuelta en la continuidad después de la Crisis infinita de 2005.

## Biografías de los personajes ficticios

### Pre-Crisis
El Segador de la Pre-Crisis debutó en Batman #237 (Dic. 1971). Este Segador es el Dr. Benjamin Gruener, un judío alemán que fue puesto en un campo de concentración dirigido por el coronel Kurt Schloss. Él mata a Schloss en un desfile de Halloween y muere luchando contra Batman cuando se cae por el borde de una presa. Fue creado por Denny O'Neil.
En Batman #692, este Segador reapareció, después de haber sido aparentemente congelado criogénicamente y descongelado ahora por orden de Máscara Negra.

### Judson Caspian
Judson Caspian es un socialité de día, y un vigilante de noche. Después de perder a su esposa por un ladrón en la calle, se convierte en El Segador, que merodea Gotham City durante la década de 1950, asesinando a delincuentes juveniles al empalarlos con una guadaña. Su serie de asesinatos le pide a Alan Scott que emerja brevemente de su jubilación para confrontarlo como Linterna Verde. Ampliamente dominado durante un encuentro entre los dos, El Segador arremete en pánico con su nunchaku y, por casualidad, le pega a Linterna Verde, cuyo campo de fuerza es vulnerable a las armas de madera. El Segador posteriormente se muda a Europa.
Después de que Caspian vuelve de Europa renueva su alboroto como El Segador, que lo pone en conflicto con Batman. Después de perder una pelea con El Segador, Batman se ve obligado a unir fuerzas con Joe Chill, el hombre que mató a sus padres. Después de haber sido asignado por la mafia de Gotham para matar al Segador y Batman cuando hubo terminado, Chill caza al Segador junto a Batman, los dos brevemente suponiendo que el Segador ha muerto en una explosión. Después de revelar su identidad a Chill en un enfrentamiento en el Callejón del Crimen y ponerle una pistola en la cabeza, la venganza de Batman le es arrebatada por El Segador, que le dispara a Chill en la cabeza. El Segador involucra a Batman en una feroz batalla, perdiendo; el Caballero Oscuro lo deja colgando de los andamios de un edificio en construcción, y lo desenmascara. Batman, que tenía la intención de casarse con la hija de Caspian, Rachel, se sorprende, y le extiende la mano para ayudar al Segador. Sin embargo, Caspian, que sabe cuáles son los cargos que enfrenta, le dice a Batman que él será un buen sucesor, y se deja caer de la cornisa, cayendo a su muerte. Después de haber sido expuesto como El Segador, Caspian recibe un funeral financiado por Bruce Wayne, quien dice que se merece una muerte pacífica. Rachel, que era inicialmente inconsciente de los crímenes de su padre, se convierte en monja después de que la vida de Caspian como El Segador es expuesta.

### Joe Chill, Jr.
En la secuela en one-shot de 1991, Batman: Círculo Cerrado, el hijo de Chill Joe Jr. asume brevemente el manto del Segador, como parte de un plan para volver loco a Batman.
Chill, en colaboración con su hermana Marcia, intenta atraer a Batman a una confrontación, donde se deshacerían finalmente del Caballero Oscuro con un tipo muy diferente de arma. Los planes de Chill se ven obstaculizados por la llegada de su propio hijo, Joey, a quien Chill intenta asegurar. Se revela que Chill fue testigo de la muerte de su padre a manos del Segador original, aunque no podía ver la cara desenmascarada de Bruce Wayne. Superado por el duelo, Chill busca vengarse de Batman tomando el manto del Segador. Al mismo tiempo, Batman se enfrenta a algunos problemas personales con Rachel Caspian, que ha vuelto a Gotham convencida de que el Segador es su padre renacido. Chill y su hermana usan esto para su ventaja, plagando a Rachel con una serie de encuentros que crean duda en su mente y en la de Batman de que él es el Judson Caspian que regresó (También se revela en esta historia que el cuerpo de Joe Chill Sr.  fue robado antes de que pudiera ser detenido al final de Año Dos). El Segador utiliza un explosivo para destruir la piedra angular del edificio de la Fundación Wayne, liberando la vieja arma de su padre, que fue utilizada para asesinar a los padres de Batman.
Batman es finalmente capturado por Chill, que desenmascara al inconsciente justiciero, pero no lo reconoce (Batman se había aplicado un extenso maquillaje para ocultar su identidad). Chill somete a Batman a un carrete de video que muestra a un niño presenciando la muerte de sus padres y que muestra alegría por el hecho de que él no fue asesinado, lo que combinado con un alucinógeno, tiene por objeto reducir a Batman a una ruina temblorosa que sufre de síndrome del superviviente. Chill tiene a Batman ubicado en lo alto de un pedestal alto con vistas a un estanque de ácido, y espera que Batman se suicide. Marcia, que ve a su padre como nada más que un matón que abusó de su madre, intenta traicionar a su hermano con el fin de ofrecer a Batman al jefe de la mafia Morgan Jones. Chill acuchilla a Marcia, aparentemente matándola. Robin llega a la escena y saca a Batman de su bruma alucinógena, estimulándole para liberarse de sus ataduras. Batman y El Segador luchan , y Batman sale victorioso. Como Batman sostiene al desenmascarado Chill sobre la piscina de ácido, instado por Robin de dejarlo caer dentro, el hijo de Chill Joey se revela a sí mismo y la identidad de su padre. Decidiendo actuar sobre las indecisiones que enfrentó cuando tuvo a Joe Chill a su merced años antes, Bruce le perdona la vida a Chill. Después de que llega la policía y Chill es llevado en una ambulancia, Batman va a un puente y descarta el arma de Joe Chill en el océano.

## Segador resucitado
En la historia de Tony S. Daniel Batman: La vida después de la muerte, el Dr. Gruener alias El Segador es "resucitado" por el Profesor Hugo Strange que está trabajando con la Máscara Negra para acabar con Batman. Se le ve en una cámara subterránea en una tina de cristal, mientras que Hugo instruye a sus médicos sobre traerlo de vuelta a la vida. Cuando recupera la conciencia, Máscara Negra le recuerda a Gruener su infancia en un campo de concentración, con la esperanza de alimentarle con ira y venganza. Máscara Negra le entrega un collar con la estrella de David en él que le fue dada por su padre y, a continuación, su guadaña, un arma que escogió la primera vez que tomó el alias Segador.
Segador es visto brevemente en escenas y se entiende que está asesinando gente porque quiere llevar justicia a los "Hijos de Gotham". Está impulsado por su odio hacia el coronel Kurt Schloss, el nazi que mató a sus padres.
Segador entonces es visto en el puerto de Gotham exigiéndole a Hugo su suero que se descubre después que evita que su piel se deteriore. El suero le es inyectado por el Dr. Muerte. Pronto ataca a Mario Falcone , y la Cazadora va en su defensa, para evitar que el Segador lo mate. Batman irrumpe  para sacar al Segador pero en cambio escapa lanzándole gas a Batman. Batman después lo encuentra y cuando la cara del Segador es vista podrida y le pregunta a Batman lo que han hecho con él, Batman explica que él es sólo un peón. "No fuiste construido para durar, sólo para seguir órdenes. Los caballeros detrás de ti tal vez quieran dar explicaciones" dice en referencia a Hugo Strange, que había aparecido detrás de él. Con eso, Batman se va.

## Equipo
Como el Segador, Caspian lleva un gran manto negro con capucha y cuero rojo con armadura pesada o cuero cocido, que impide que las balas y los golpes le afecten de alguna manera. Las rodillas y los puños de la armadura de cuero rojo se inclina con pinchos que añaden más poder a los golpes que Caspian inflige. Caspian también lleva una máscara en forma de cráneo con ganchos en la boca para cubrir la parte inferior de la cara y los ojos de color rojo brillante. El Segador también blande dos armas con forma de guadaña, con varios otros implementos letales contenidos en los ejes claveteados de ambas armas. El mango contiene una poderosa arma de fuego y bombas de humo para ayudar a dar la ilusión de que el Segador es en realidad una encarnación de la muerte. Las guadañas se almacenan en dos vainas invertidas situadas en la espalda, debajo de la capa.